# Les Légendes des Studios Marvel
Marvel Studios : Rassemblement
Les Légendes des Studios Marvel (Marvel Studios: Legends) est une docu-série américaine basée sur les personnages issus des comics Marvel qui apparaissent dans l'univers cinématographique Marvel (MCU). Chaque épisode présente un personnage individuel avec des images tirées des films précédents mettant en avant les moments marquants qu'ils ont vécu dans le MCU. 
La série a été annoncée en décembre 2020. Les Légendes des Studios Marvel a été diffusée à partir du 8 janvier 2021 sur le service de streaming Disney+. Bien qu'il s'agisse d'une émission présentant des passages de films, la série a été saluée pour son utilité pour les téléspectateurs, en particulier les téléspectateurs occasionnels de la franchise, leur rappelant le parcours d'un personnage particulier. À partir de la troisième saison, la série est diffusée sur la chaîne YouTube de Marvel Studios.

## Synopsis
La série présente individuellement les héros, mais aussi les méchants et les moments marquants qu'ils ont vécu dans l'Univers cinématographique Marvel. La série explique également les connexions entre tous ces évènements en prévision des histoires à venir qui seront présentées tout au long de la phase IV.

## Production
La série Les Légendes des Studios Marvel a été annoncée en décembre 2020 avec deux épisodes : un consacré à Wanda Maximoff, la Sorcière rouge, et l'autre consacré à Vision. Lors de son annonce, de nombreuses personnes ont estimé que la série serait un bon moyen de rappeler aux téléspectateurs l'histoire d'un personnage et de permettre aux téléspectateurs occasionnels de se mettre rapidement à jour sans être obligés d'avoir vu l'ensemble des films de l'Univers cinématographique Marvel. Chaim Gartenberg, de The Verge, a également comparé la série aux récapitulatifs présents dans les Marvel Comics afin de rattraper de la même manière les évènements liés aux histoires des bandes dessinées. 
La série est constituée de courts épisodes reprenant de séquences des films du MCU mettant en vedette le personnage présenté dans l'épisode. Matt Goldberg, de Collider, a mentionné que la série n'avait coûté à Disney et Marvel Studios que « quelque chose de plus que le travail d'un monteur et un peu de musique » étant donné la longueur de chaque épisode et leur contenu. En février 2021, des épisodes pour consacrés au Faucon, au Soldat de l'hiver, au Baron Zemo et à Sharon Carter ont été annoncés. 

## Sortie
Les Légendes des Studios Marvel a été diffusée à partir du 8 janvier 2021 sur Disney+ avec ses deux premiers épisodes : l'un consacré à Wanda Maximoff et l'autre à Vision.

## Épisodes

### Saison 1 (Phase IV)
| Nb total | Numéro épisode | Titre                             | Film ou série associé                       | Date de diffusion  |
| -------- | -------------- | --------------------------------- | ------------------------------------------- | ------------------ |
| 1        | 1              | Wanda Maximoff                    | WandaVision                                 | 8 janvier 2021     |
| 2        | 2              | Vision                            | WandaVision                                 | 8 janvier 2021     |
| 3        | 3              | Falcon                            | Falcon et le Soldat de l'hiver              | 5 mars 2021        |
| 4        | 4              | Le Soldat de l'Hiver              | Falcon et le Soldat de l'hiver              | 5 mars 2021        |
| 5        | 5              | Le Baron Zemo                     | Falcon et le Soldat de l'hiver              | 5 mars 2021        |
| 6        | 6              | Sharon Carter                     | Falcon et le Soldat de l'hiver              | 5 mars 2021        |
| 7        | 7              | Loki                              | Loki (Saison 1)                             | 4 juin 2021        |
| 8        | 8              | Le Tesseract                      | Loki (Saison 1)                             | 4 juin 2021        |
| 9        | 9              | Black Widow                       | Black Widow                                 | 7 juillet 2021     |
| 10       | 10             | Peggy Carter                      | What If...? (Saison 1)                      | 4 août 2021        |
| 11       | 11             | Le Projet Initiative des Avengers | What If...? (Saison 1)                      | 4 août 2021        |
| 12       | 12             | Les Ravageurs                     | What If...? (Saison 1)                      | 4 août 2021        |
| 13       | 13             | Les Dix Anneaux                   | Shang-Chi et la Légende des Dix Anneaux     | 1er septembre 2021 |
| 14       | 14             | Hawkeye                           | Hawkeye                                     | 12 novembre 2021   |
| 15       | 15             | Doctor Strange                    | Doctor Strange in the Multiverse of Madness | 29 avril 2022      |
| 16       | 16             | Wong                              | Doctor Strange in the Multiverse of Madness | 29 avril 2022      |
| 17       | 17             | La Sorcière Rouge                 | Doctor Strange in the Multiverse of Madness | 29 avril 2022      |
| 18       | 18             | Thor                              | Thor: Love and Thunder                      | 1er juillet 2022   |
| 19       | 19             | Jane Foster                       | Thor: Love and Thunder                      | 1er juillet 2022   |
| 20       | 20             | Valkyrie                          | Thor: Love and Thunder                      | 1er juillet 2022   |
| 21       | 21             | Bruce Banner                      | She-Hulk : Avocate                          | 10 août 2022       |
| 22       | 22             | Roi T'Challa                      | Black Panther: Wakanda Forever              | 4 novembre 2022    |
| 23       | 23             | Princesse Shuri                   | Black Panther: Wakanda Forever              | 4 novembre 2022    |
| 24       | 24             | Les Dora Milaje                   | Black Panther: Wakanda Forever              | 4 novembre 2022    |
| 25       | 25             | Mantis                            | Les Gardiens de la Galaxie : Joyeuses Fêtes | 23 novembre 2022   |
| 26       | 26             | Drax                              | Les Gardiens de la Galaxie : Joyeuses Fêtes | 23 novembre 2022   |

### Saison 2 (Phase V)
| Nb total | Numéro épisode | Titre                     | Film ou série associé             | Date de diffusion |
| -------- | -------------- | ------------------------- | --------------------------------- | ----------------- |
| 27       | 1              | Ant-Man                   | Ant-Man et la Guêpe : Quantumania | 10 février 2023   |
| 28       | 2              | Wasp                      | Ant-Man et la Guêpe : Quantumania | 10 février 2023   |
| 29       | 3              | Hank & Janet              | Ant-Man et la Guêpe : Quantumania | 10 février 2023   |
| 30       | 4              | Peter Quill               | Les Gardiens de la Galaxie Vol. 3 | 28 avril 2023     |
| 31       | 5              | Gamora                    | Les Gardiens de la Galaxie Vol. 3 | 28 avril 2023     |
| 32       | 6              | Nebula                    | Les Gardiens de la Galaxie Vol. 3 | 28 avril 2023     |
| 33       | 7              | Rocket                    | Les Gardiens de la Galaxie Vol. 3 | 28 avril 2023     |
| 34       | 8              | Kraglin                   | Les Gardiens de la Galaxie Vol. 3 | 28 avril 2023     |
| 35       | 9              | Groot                     | Les Gardiens de la Galaxie Vol. 3 | 28 avril 2023     |
| 36       | 10             | Nick Fury                 | Secret Invasion                   | 14 juin 2023      |
| 37       | 11             | Maria Hill                | Secret Invasion                   | 14 juin 2023      |
| 38       | 12             | Talos & les Skrulls       | Secret Invasion                   | 14 juin 2023      |
| 39       | 13             | Everett Ross              | Secret Invasion                   | 14 juin 2023      |
| 40       | 14             | James Rhodes              | Secret Invasion                   | 14 juin 2023      |
| 41       | 15             | Variants                  | Loki (Saison 2)                   | 29 septembre 2023 |
| 42       | 16             | TVA                       | Loki (Saison 2)                   | 29 septembre 2023 |
| 43       | 17             | Carol Danvers             | The Marvels                       | 3 novembre 2023   |
| 44       | 18             | Kamala Khan               | The Marvels                       | 3 novembre 2023   |
| 45       | 19             | Monica Rambeau            | The Marvels                       | 3 novembre 2023   |
| 46       | 20             | Les Gardiens du Multivers | What If...? (Saison 2)            | 15 décembre 2023  |
| 47       | 21             | Riri Williams             | Ironheart                         | 13 juin 2025      |

### Saison 3 (Phase VI)
| Nb total | Numéro épisode | Titre              | Film ou série associé | Date de diffusion |
| -------- | -------------- | ------------------ | --------------------- | ----------------- |
| 48       | 1              | Wakanda's War Dogs | Eyes of Wakanda       | 29 juillet 2025   |